# 區域限制
區域限制（英語：regional lockout），或称锁区，是一種數位版權管理方式，在數位出版品中「限定在某區域內才能正常使用」的程式、條碼、物理障礙限制，用以保障每個地區的影音產品經銷商與代理商權益。DVD-Video、藍光光碟及通用媒體光碟等都有區域碼之劃分，但劃分方法各不相同。而電子遊戲會有「日版」、「美版」等發行地區的區別，有些廠牌的遊戲軟體與遊戲機若分屬不同地區版本則無法使用。部份廠牌的印表機會辨識墨水或碳粉等耗材內的晶片，若不是同一區域時會以燈號或訊息提醒而無法列印。
區域限制也會用於其他種類的出版品。例如美國出版的大學教科書若有發行國際版時，為防止較便宜的國際版被回銷至美國國內販售而擠壓到美國版的銷路，出版社通常會在版權聲明中禁止國際版在美國國內銷售。然而美國大法官於2013年3月時裁示，進口國際版教科書並於美國境內販售並不構成違法。

## 多媒体

DVD區碼限制分區圖

蓝光区码限制分区图

### 光盘
DVD-Video、蓝光光盘、UMD的电影光盘拥有区码限制。

### 网站
影音網站YouTube原則上不鎖區，但允許影片上傳者設定限制可收看的國家、地區，網站會根據收看者之來源IP位址控制影片的播放。
其他線上影音及線上書籍閱讀等網站因著作權人授權限制，也會設定僅某國家、地區之IP位址可收看。
百度網盤從2018年3月起不允許台灣的IP位址連線分享链接下載文件，会显示“啊哦，你所访问的页面不存在了”的消息，台灣的使用者只能透過VPN下載網盤的檔案。

## 游戏机

### 雅达利
雅达利7800拥有区码限制。

### 任天堂
红白机（物理锁区：日版卡带和美版卡带引脚数不同）、超级任天堂（物理锁区：方法同红白机）、任天堂64（物理锁区：卡槽处安装限位器）、GameCube、Wii、任天堂DSi、任天堂3DS、Wii U拥有区码限制。任天堂Switch、任天堂Switch 2不鎖區，但在中国内地发售的任天堂Switch锁伺服器。

### 索尼互动娱乐
PlayStation和PlayStation 2拥有区码限制。PlayStation 3、PlayStation 4及PlayStation Vita不鎖區，但在中国内地发售的PlayStation Vita和PlayStation 4/5锁伺服器。

### 微软
Xbox和Xbox 360拥有区码限制。而Xbox One只有在中国内地发售的型号拥有区码限制（锁区锁服）。但在华发售后，Xbox One变为不锁区锁服。

## 打印机
- 惠普的墨盒从2004年起执行锁区政策。[5]
- 利盟的打印机拥有区码限制。
- 佳能的Pixma MP 480打印机拥有区码限制。
- 爱普生的打印机拥有区码限制。
- 施乐的打印机拥有区码限制。